# Stay by My Side
Stay by My Side è un singolo della cantante giapponese Mai Kuraki, pubblicato nel 2000 ed estratto dal suo primo album in studio Delicious Way.

## Tracce
- CD

1. Stay by My Side – 4:26
2. Just Like Your Smile Baby – 4:05
3. Love, Day After Tomorrow (Day Tripper Drum'n' Bass Mix) – 4:52
4. Stay by My Side (Instrumental) – 4:26